# 旧白滝出入口
旧白滝出入口（きゅうしらたきでいりぐち）は北海道紋別郡遠軽町旧白滝にあった旭川紋別自動車道の出入口である。白滝IC - 丸瀬布IC間の建設中に遺跡が発見され、ルート変更による建設の遅れから暫定設置された。未開通区間は2009年（平成21年）12月12日に開通し、当出入口は同日廃止となった。

## 歴史
- 2007年（平成19年）3月18日 : 旧白滝出入口 - 丸瀬布IC間 （白滝丸瀬布道路）開通に伴い供用開始
- 2009年（平成21年）12月12日 : 白滝IC - 旧白滝出入口間（白滝丸瀬布道路）開通に伴い閉鎖

## 周辺
- 旧白滝駅跡（JR北海道・石北本線）

## 接続する道路
- 国道333号

## 隣
E39 旭川紋別自動車道
(6) 白滝IC - 旧白滝出入口 - (7) 丸瀬布IC